# Laura Larsen-Strecker
Laura Larsen-Strecker (ur. 20 października 1986) – amerykańska wioślarka.

## Osiągnięcia
- Mistrzostwa Świata – Poznań 2009 – ósemka – 1. miejsce[1].